# ورد تنوبي
ورد تنوبي (الاسم العلمي:Rosa abietina) هو نوع من النباتات يتبع جنس الورد من الفصيلة الوردية. وصفه العالم جان تشارلز ماري غرينير، موطنه النمسا،فرنسا،ألمانيا،سويسرا،إيطاليا.